# Moyra Caldecott
Moyra Caldecott (* 1. Juni 1927 in Pretoria, Südafrika; † 23. Mai 2015) war eine britische Schriftstellerin.

## Leben
Caldecott zog 1951 nach London. Sie war verheiratet mit Oliver Caldecott und hatte drei Kinder. Sie studierte Englisch, Philosophie und englische Literatur. Seit 1987 lebte sie in Bath.
Moyra Caldecott stand in dem Ruf, eine Schriftstellerin zu sein, die sowohl lebendig über die Abenteuer und Erfahrungen berichtet, die sich im Inneren des menschlichen Bewusstseins abspielen, als auch über jene in der äußeren physikalischen Welt. Für Caldecott war die Realität multidimensional.

## Werke (Auswahl)
als Autorin
- Das Auge von Callanish („The Eye of the Callandish“). Neue Erde, Saarbrücken 1994, ISBN 3-89060-115-4 (übersetzt von Andreas Lentz).
- Die grüne Königin und der König der Schatten („The Green Lady and the King of Shadows“). Neue Erde, Saarbrücken 1992, ISBN 3-89060-304-1.
- Kind des Dunkelsterns („Child of the Dark Star“). Neue Erde, Saarbrücken 1997, ISBN 3-89060-122-7 (übersetzt von Andreas Lentz).
- Kristall-Legenden („Cristal Legends“). Neue Erde, Saarbrücken 1992, ISBN 3-89060-307-6 (übersetzt von Martin Rometsch).
- Die Lilie und der Stier. Roman aus dem mionischen Kreta („The Lily and the Bull“). Neue Erde, Saarbrücken 1996, ISBN 3-89060-120-0 (übersetzt von Andreas Lentz).
- Smaragd und Turm („The Tower and the Emerald“). Neue Erde, Saarbrücken 1997, ISBN 3-89060-316-5 (übersetzt von Christiane Schöniger).
- Sohn der Sonne („Son of the Sun“). Neue Erde, Saarbrücken 1996, ISBN 3-89060-312-2 (übersetzt von Christian Schöniger und Andreas Lentz).
- Steinzauber–Tetralogie. Schirner-Verlag, Darmstadt 2009 (Nachdr. d. Ausg. Saarbrücken 1987/91; übersetzt von Andreas Lentz).

1. Die hohen Steine. Ein Roman aus der Bronzezeit („The tall Stones“). 2009, ISBN 978-3-89767-651-0.
2. Der Tempel der Sonne. Ein Roman aus der Bronzezeit („The Temple of the Sun“). 2009, ISBN 978-3-89767-652-7.
3. Schatten auf den Steinen. Ein Roman aus der Bronzezeit („Shadow on the Stones“). 2009, ISBN 978-3-89767-653-4.
4. Im Bann der Eule. Ein Roman aus der Bronzezeit („The Silver Vortex“). 2009, ISBN 978-3-89767-654-1 (früherer Titel Der silberne Strudel).

- Tochter des Amun („Daughter of Amun“). Neue Erde, Saarbrücken 1995, ISBN 3-89060-311-4 (übersetzt von Jörg Wichmann).
- Tochter des Ra („Daughter of Ra“). Neue Erde, Saarbrücken 1997, ISBN 3-89060-313-0 (übersetzt von Christiane Schöniger).

als Bearbeiterin
- Frauen in keltischen Mythen („Women in Celtic Myth“). Neue Erde, Saarbrücken 1996, ISBN 3-89060-314-9 (übersetzt von Martin Rometsch).
- Mythen vom heiligen Baum („Myths of the Sacred Tree“). Neue Erde, Saarbrücken 2001, ISBN 3-89060-319-X.
- Mythical Journeys, legendary Quests. The spiritual research, traditional stories from world mythology. Blandford Books, London 1996, ISBN 0-7137-2546-X.